# Убити сестру
«Убити сестру» (англ. Sister's Keeper) — американський трилер 2007 року.

## Сюжет
Професійного вбивцю Джейкоба Тейта його бос відправляє в маленьке південне містечко з незвичайним наказом — знищити красиву вчительку Дайан Шо. Але Дайан помилково приймає Джейсона за свого давно втраченого брата. Джейкоб встає перед вибором — виконати завдання, або розгадати загадку — хто хоче смерті невинної дівчини.

## У ролях
| Актор                  | Роль      |
| ---------------------- | --------- |
| Кент Фалкон            | Джейкоб   |
| Деніз Бутте            | Дайан     |
| Джейсон Грехем         | Джонатан  |
| Марк Хоукінс           | Девід     |
| Блейк Гайтауєр         | Айва      |
| Гарі Хукер             | Тедді     |
| Анджело Паган          | Торо      |
| Гарі Пу                | Престон   |
| Ерік Робертс           | Малікай   |
| Деніел Е. Сміт         | Трей      |
| Річард Теннер          | бухгалтер |
| Девід Жан Томас        | Генрі Шоу |
| Рон Вер                | Арнольд   |
| Джилліан Іліана Вотерс | Джулія    |
| Тіко Веллс             | Рут       |